# Muzeum Zachodniosłowackie w Trnawie
Muzeum Zachodniosłowackie w Trnawie (słow. Západoslovenské múzeum v Trnave) – regionalne muzeum historyczno-etnograficzno-przyrodnicze mieszczące się w dawnym klasztorze klarysek (XIII wiek) w Trnawie na Słowacji.

## Historia
Muzeum powstało w 1954 jako Muzeum Regionalne w Trnawie. W 1955 utworzono działy naukowy i historyczny, a także zatrudniono Štefana Cyrila Parráka, kolekcjonera, którego zbiory stały się podstawą ekspozycji etnograficznej i historycznej. W 1960 przyjęto nazwę Muzeum Zachodniosłowackie. Pierwszą ekspozycją po zmianie była wystawa o historii ruchu robotniczego i partii komunistycznej w powiecie trnawskim. Od 2002 roku organem założycielskim placówki jest samorząd trnawski.

## Zbiory
Placówka o powierzchni 2500 m² mieści zróżnicowane pod względem tematycznym eksponaty. Sam budynek klasztorny posiada cenne dekoracje stiukowe i reliefy w oratorium. Podczas II wojny światowej w budynku tym ukrywali się amerykańscy lotnicy. Zbiory muzealne podzielone są na kilka ekspozycji: kampanologiczną (trzydzieści starych dzwonów od 1491), rzemiosła artystycznego Chin i Japonii, archeologiczną, historii miasta Trnawy, etnograficzną (stroje ludowe, garncarstwo), przyrodniczą (m.in. flora, fauna i geologia Małych Karpat i Słowacji zachodniej) oraz mebli i wyposażenia mieszkań od klasycyzmu do secesji.
Pod zarządem muzeum pozostają dwa oddziały: Seminarium Oláha (ekspozycja kultury drukarskiej, książek i ilustratorstwa wyeksponowana w renesansowym budynku byłego kolegium teologicznego założonego przez arcybiskupa Mikołaja Oláha, jak również wystawa o życiu i twórczości trnawskiego rzeźbiarza i medaliera, Williama Schiffera) oraz Dom Muzyki Mikuláš'a Schneidera-Trnavský'ego (życie i twórczość kompozytora). W zbiorach muzealnych pozostaje ogółem ponad 160 tys. obiektów. Muzeum rocznie odwiedza około 40 tys. zwiedzających.